# Plage de Plentzia
La plage de Plentzia située sur la côte basque dans la commune biscaïenne de Plentzia, (Pays basque - Biscaye - Espagne), est une plage de sable doré entouré d'une promenade maritime.

## Superficie
- Marée basse: 75,497 m2
- Marée haute: 34,137 m2

## Voir également
- Plage de Gorliz
- Dunes d'Astondo

## Galerie

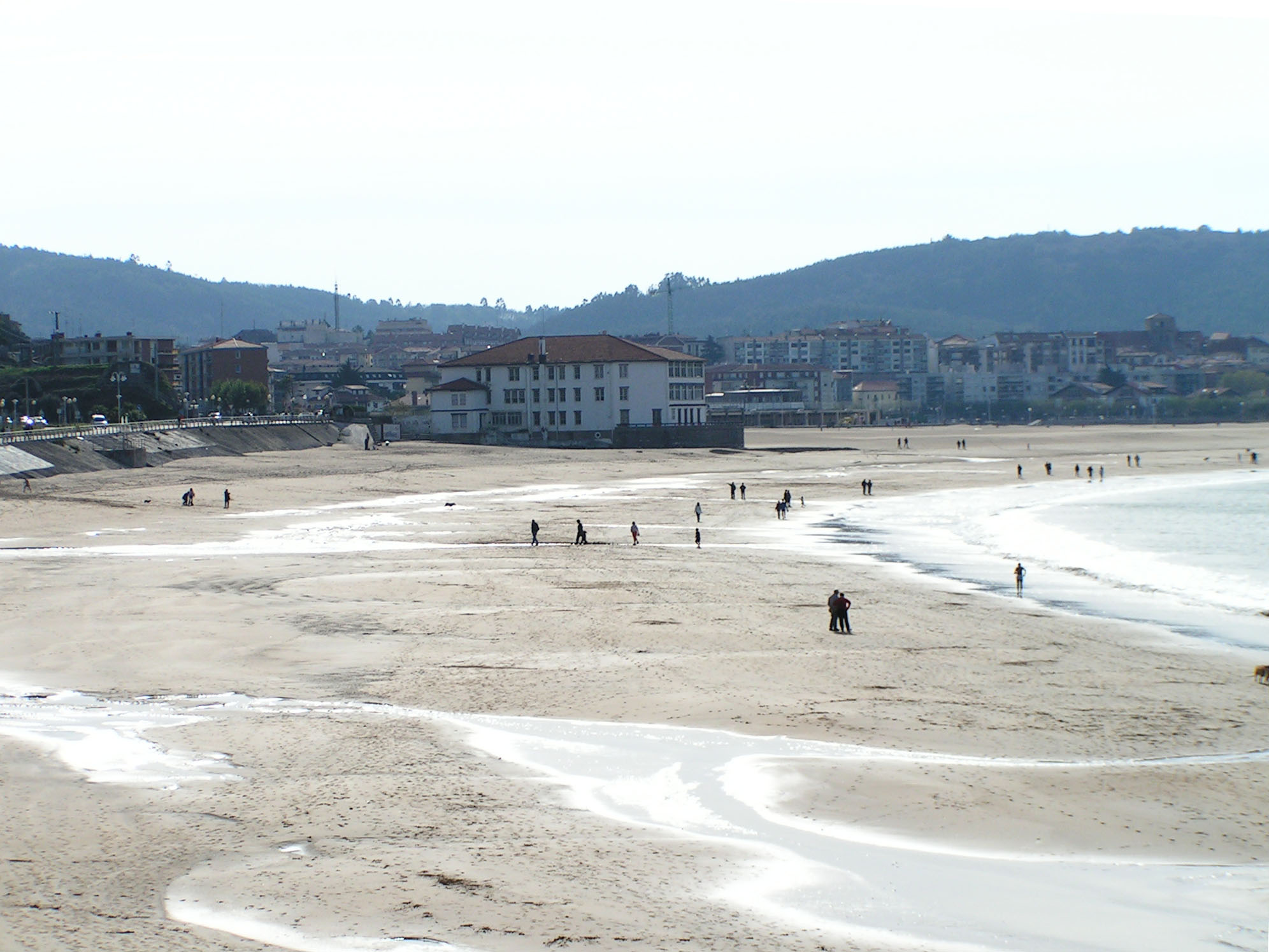
Plages de Gorliz et de Plentzia
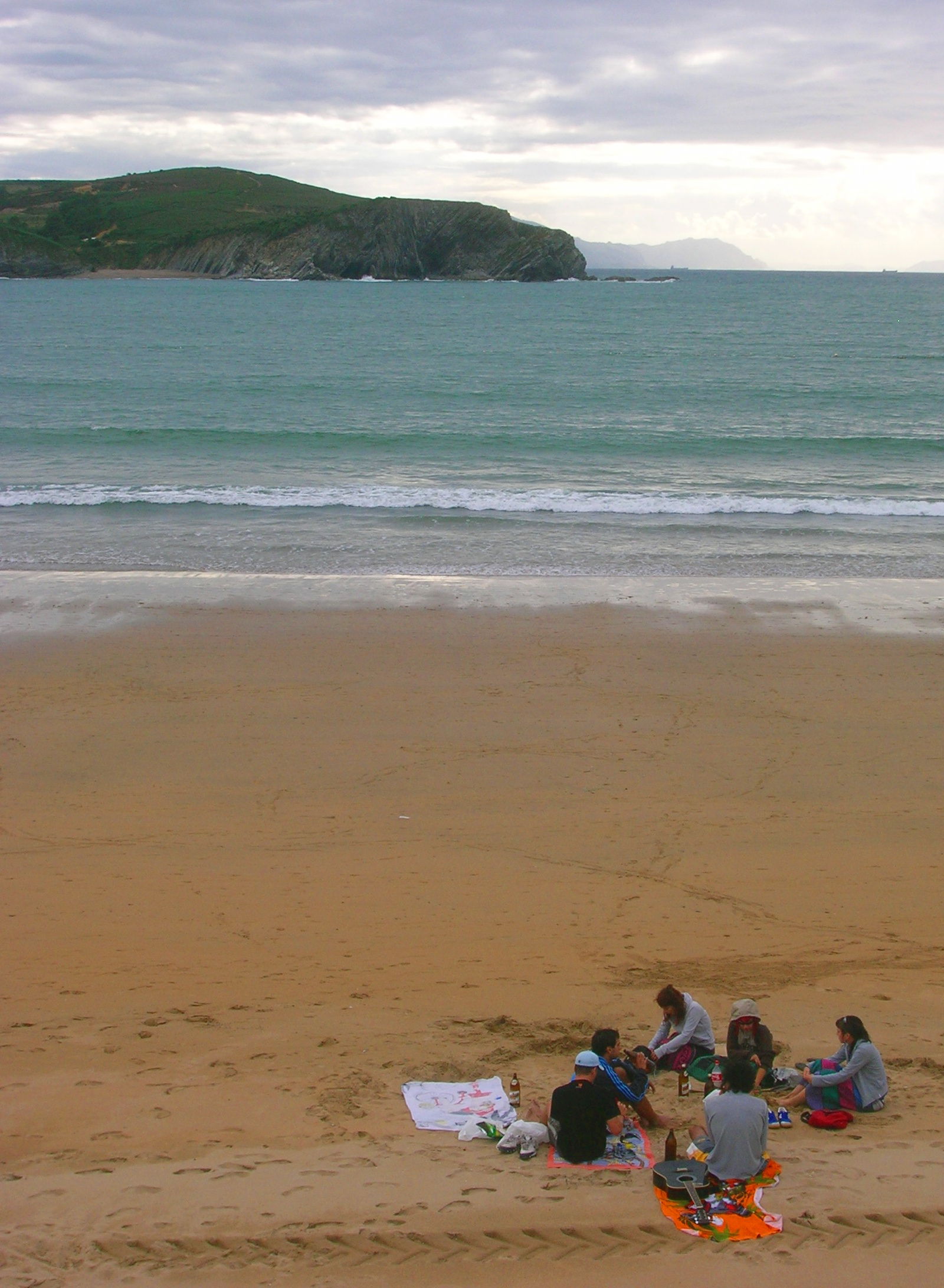
Plage de Gorliz (au premier plan) et Barrika (au loin)